# Android Marshmallow
Android Marshmallow (versione 6) è la sesta versione principale del sistema operativo Android e la tredicesima versione di Android. Pubblicato per la prima volta come build beta il 28 maggio 2015, è uscito il 5 ottobre 2015, con i dispositivi Nexus che sono stati i primi a ricevere l'aggiornamento.
Marshmallow si concentra principalmente sul miglioramento dell'esperienza utente complessiva del suo predecessore, Lollipop. Ha introdotto una nuova architettura delle autorizzazioni, nuove API per gli assistenti contestuali (utilizzate per la prima volta da una nuova funzionalità "Now on Tap" per fornire risultati di ricerca sensibili al contesto), un nuovo sistema di gestione dell'alimentazione che riduce l'attività in background quando un dispositivo non viene gestito fisicamente, supporto nativo per il riconoscimento delle impronte digitali e connettori USB-C, la possibilità di migrare dati e applicazioni su una scheda microSD e altre modifiche interne.
Ad ottobre 2018, il 21.3% dei dispositivi che accedono a Google Play eseguono Android 6.0. È la versione più popolare di Android mentre le versioni di Android Nougat attualmente supportate, 7.0 e 7.1 combinate, sono più popolari.

## Cronologia
La versione era chiamata internamente in codice "Macadamia Nut Cookie". La prima build di anteprima per sviluppatori, con il nome in codice Android "M", è stata presentata e pubblicata su Google I/O il 28 maggio 2015, per Nexus 5 e Nexus 6, il tablet Nexus 9 e il set-top box Nexus Player. La seconda anteprima per sviluppatori è stata distribuita il 9 luglio 2015, e la terza e ultima anteprima è uscita il 17 agosto 2015, insieme con l'annuncio che Android M sarebbe stato intitolato Android "Marshmallow".
Il 29 settembre 2015, Google ha presentato i dispositivi di lancio per Marshmallow: il Nexus 5X prodotto da LG, il Nexus 6P prodotto da Huawei, accanto al tablet Pixel C di Google.
Gli aggiornamenti di Android 6.0 e le factory images per il Nexus 5, 6, 7 (2013), 9 e Player sono state commercializzate il 5 ottobre 2015, I dispositivi Nexus precedenti, tra cui il Nexus 4, Nexus 7 (2012) e Nexus 10, non hanno ricevuto l'aggiornamento. Il 14 ottobre 2015, LG ha annunciato che avrebbe pianificato di lanciare Marshmallow per il suo LG G4 in Polonia la settimana seguente, diventando il primo dispositivo di terze parti a ricevere l'aggiornamento a Marshmallow.
Android 6.0.1, una patch software con correzioni di sicurezza, supporto per le emoji Unicode 8.0 (sebbene senza supportare le estensioni del tono della pelle per le emoji umane) e il ritorno della funzionalità "fino al prossimo allarme" in modalità Non disturbare, è uscito nel dicembre 2015.

## Funzioni

### Esperienza utente
Una nuova API "Assist" consente di inviare le informazioni da un'app attualmente aperta, incluso il testo e uno screenshot della schermata corrente, a un'apposita applicazione "assistente" per l'analisi e l'elaborazione. Questo sistema viene utilizzato dalla funzione di ricerca di Google "Google Now on Tap", che consente agli utenti di eseguire ricerche nel contesto delle informazioni attualmente visualizzate sullo schermo. Mentre il pulsante "Home" è stato utilizzato in Android 5 per mostrare le app disponibili, il pulsante "Home" viene ora utilizzato (insieme a un comando vocale) per generare schede su schermo che visualizzano informazioni, suggerimenti e azioni relative al contenuto. Condivisione diretta "consente ai menu Condividi di visualizzare le combinazioni utilizzate di recente dei contatti e un'app associata come obiettivi diretti.
"Memoria utilizzabile" consente di designare una scheda SD appena inserita o un altro supporto di memorizzazione secondario come memoria "portatile" o "interna". "Portatile" mantiene il comportamento predefinito delle versioni precedenti di Android, trattando il supporto come dispositivo di archiviazione secondario per l'archiviazione dei file utente e il supporto di archiviazione può essere rimosso o sostituito senza ripercussioni, ma è soggetto a restrizioni di accesso da parte delle app. Quando viene designato come archivio "Interno", il supporto di archiviazione viene riformattato con un file system ext4 crittografato ed è "adottato" dal sistema operativo come partizione di archiviazione principale. I dati esistenti (comprese le applicazioni e le cartelle di dati "private") vengono migrati alla memoria esterna e il normale funzionamento del dispositivo dipende dalla presenza del supporto. Le app e le funzioni del sistema operativo non funzioneranno correttamente se il dispositivo di archiviazione adottato viene rimosso. Se l'utente perde l'accesso al supporto di memorizzazione, lo spazio di archiviazione adottato può essere "dimenticato", il che rende i dati permanentemente inaccessibili. Samsung e LG hanno tuttavia rimosso la possibilità di utilizzare una scheda SD come spazio di archiviazione "interno" sui loro dispositivi Galaxy S7 e G5, con Samsung che sostiene che la funzione potrebbe causare perdite impreviste di dati e impedire agli utenti di essere in grado di trasferire dati usando la carta..

### Piattaforma
Android Marshmallow introduce un modello di autorizzazione delle applicazioni ridisegnato; le app non ricevono più automaticamente tutte le autorizzazioni specificate al momento dell'installazione. Viene ora utilizzato un sistema opt-in, in cui agli utenti viene richiesto di concedere o negare autorizzazioni individuali (come la possibilità di accedere alla videocamera o al microfono) a un'applicazione quando sono necessarie per la prima volta. Le applicazioni ricordano le sovvenzioni, che possono essere revocate dall'utente in qualsiasi momento. Marshmallow che utilizza il suo kit di sviluppo del software (SDK) e le applicazioni meno recenti continueranno a utilizzare il precedente approccio "tutto o niente". Le autorizzazioni possono essere revocate per tali app, anche se potrebbe essere impedito il corretto funzionamento.

Marshmallow introduce nuovi schemi di gestione dell'energia noti come "Doze" e "App Standby"; quando funziona a batteria, un dispositivo entrerà in uno stato di bassa potenza se è inattivo e non viene gestito fisicamente. In questo stato, la connettività di rete e l'elaborazione in background sono limitate e vengono elaborate solo le notifiche "ad alta priorità". Inoltre, l'accesso alla rete da parte delle app viene rimandato se l'utente non ha interagito di recente con l'app. Le app possono richiedere un'autorizzazione per esonerarsi da tali norme, ma saranno respinte da Google Play Store come violazione della sua politica "Prodotti pericolosi" se le loro funzionalità principali non vengono "influenzate negativamente" da loro.
Android Marshmallow fornisce supporto nativo per il riconoscimento delle impronte digitali sui dispositivi supportati tramite un'API standard, consentendo alle applicazioni di terze parti di implementare l'autenticazione basata su impronte digitali. Le impronte digitali possono essere utilizzate per sbloccare i dispositivi e autenticare gli acquisti di Play Store e Google Pay. Android Marshmallow supporta USB-C, inclusa la possibilità di istruire i dispositivi per caricare un altro dispositivo via USB. Marshmallow introduce anche "collegamenti verificati" che possono essere configurati per l'apertura diretta nell'applicazione specificata senza ulteriori richieste dell'utente. È possibile eseguire automaticamente il backup dei dati dell'utente per il targeting delle app di Marshmallow su Google Drive tramite Wi-Fi. Ogni applicazione riceve fino a 25 MB di spazio di archiviazione, separato dall'assegnazione dello spazio di archiviazione di Google Drive di un utente.
A partire da Marshmallow, il documento di definizione della compatibilità Android contiene nuovi requisiti di sicurezza per i dispositivi, dettare quelli che sono in grado di accedere ai dati crittografati senza influire sulle prestazioni deve abilitare la crittografia sicura di avvio e dispositivo di default. Queste condizioni comprendono parte di una specifica che deve essere soddisfatta per poter essere certificata per il sistema operativo, ed essere in grado di concedere in licenza il software di Google Mobile Services. Il requisito per la crittografia del dispositivo obbligatoria era originariamente destinato a diventare effettivo su Lollipop, ma era in ritardo a causa di problemi di prestazioni.